# Christian Gotthilf Salzmann

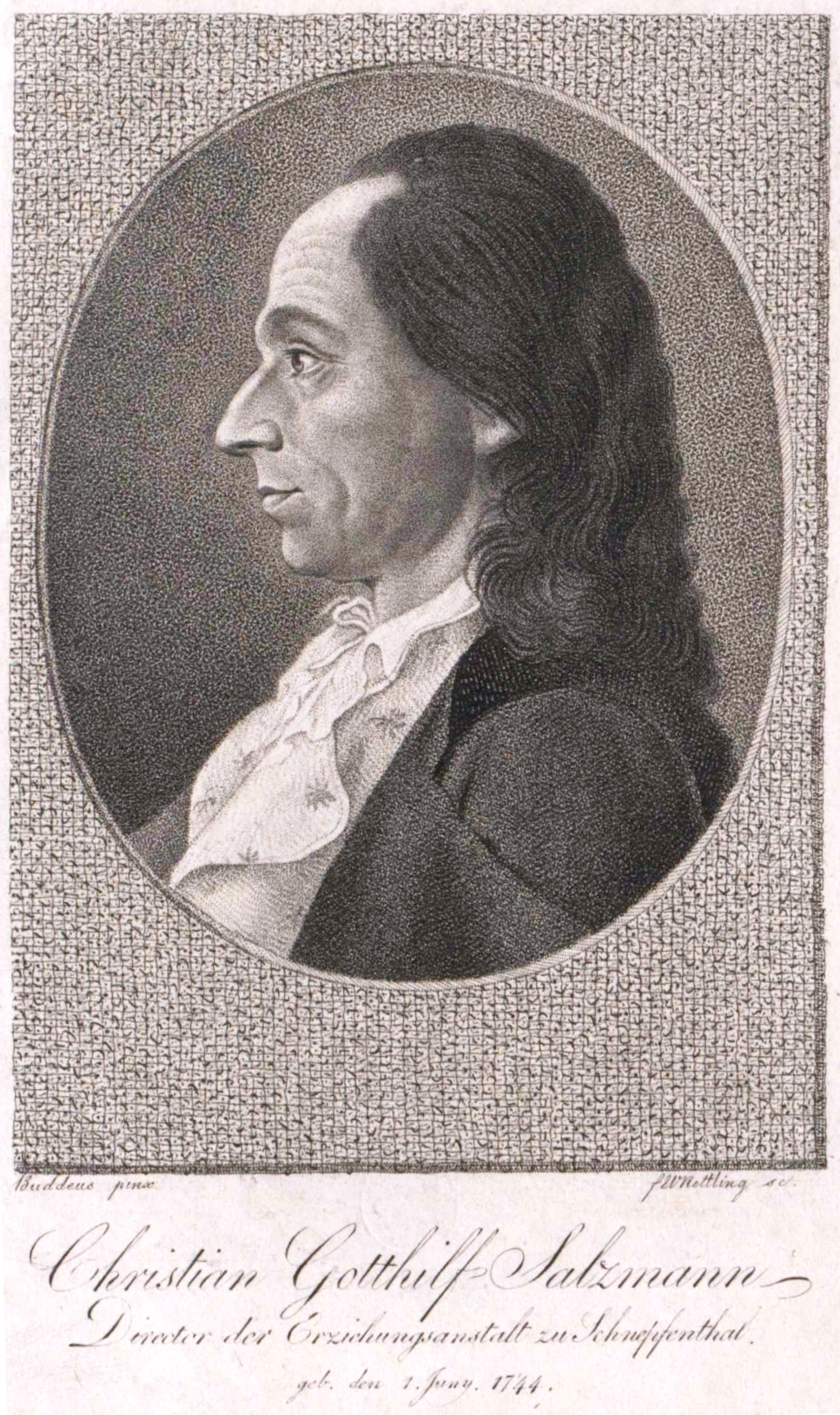
Christian Gotthilf Salzmann, Stich von Friedrich Wilhelm Nettling nach Carl Buddeus

Christian Gotthilf Salzmann (* 1. Juni 1744 in Sömmerda; † 31. Oktober 1811 in Schnepfenthal, heute zu Waltershausen) war ein deutscher evangelischer Pfarrer und Pädagoge. Der Aufklärer gründete 1784 das Philanthropin Schnepfenthal, eine philanthropische Erziehungsanstalt bei Gotha.

## Leben

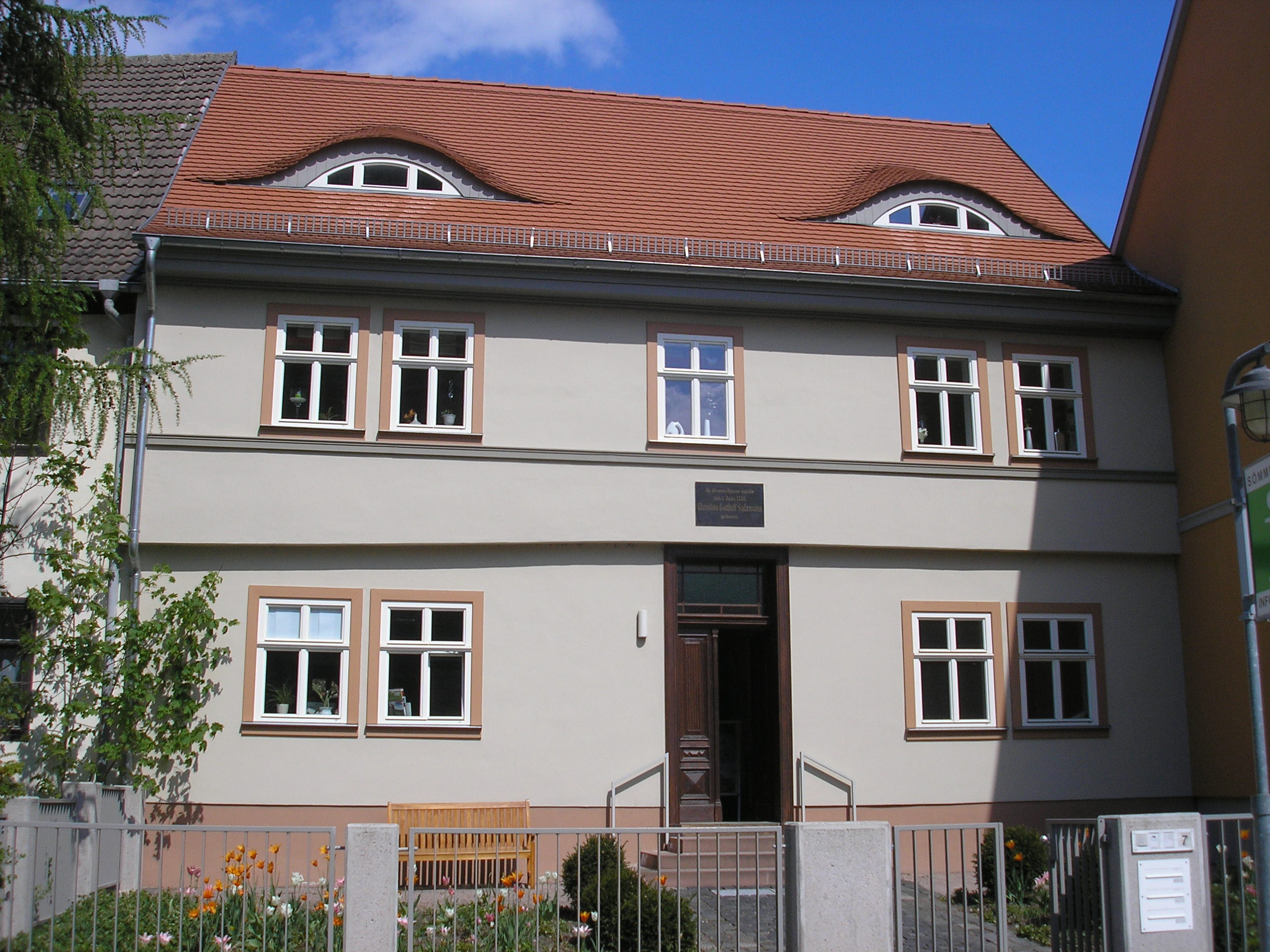
Geburtshaus in Sömmerda

Salzmann war Sohn des Pfarrers Johann Christian Salzmann.
Er studierte Theologie in Jena und wurde 1768 Pfarrer. Von 1781 bis 1784 arbeitete er an dem von Johann Bernhard Basedow gegründeten und geprägten Philanthropin in Dessau. 1784 gründete er eine eigene Anstalt in Schnepfenthal. Mitarbeiter Salzmanns waren hier u. a. Johann Christoph Friedrich Guts Muths sowie Johann Matthäus Bechstein. Er war Mitglied der Freimaurerloge Ernst zum Compaß in Gotha.
Im Krebsbüchlein (1780, 3. Aufl. 1792) kritisierte er in ungewöhnlicher Form die Erziehungspraktiken seiner Zeit, die häufig paradox anmuteten. Mit seinem Werk „Conrad Kiefer  oder Anweisung zu einer vernünftigen Erziehung“ wurde er als der deutsche Jean-Jacques Rousseau bekannt. Ähnlich wie in dessen Émile stellte Salzmann hier seine romantischen Erziehungsvorstellungen vor.
Neben der religiösen Erziehung, der körperlichen Ertüchtigung und dem Erlernen neuerer Sprachen war ihm die moralische Erziehung besonders wichtig. An vielen Stellen seiner Schriften behandelte er auch das Problem der geschlechtlichen Unterweisung und Aufklärung. Im Jahre 1785 legte Salzmann die erste Monographie zu diesem Thema vor: Über die heimlichen Sünden der Jugend.
Salzmann stellte 1787 eine Preisfrage Welchen Einfluss hat der Gebrauch der Schnürbrust?
Darauf antworteten 1788 Samuel Thomas Soemmering und 1789 Georg Forster mit eigenen Schriften.
Das Grab von Salzmann findet sich auf dem Waldfriedhof bei Schnepfenthal.

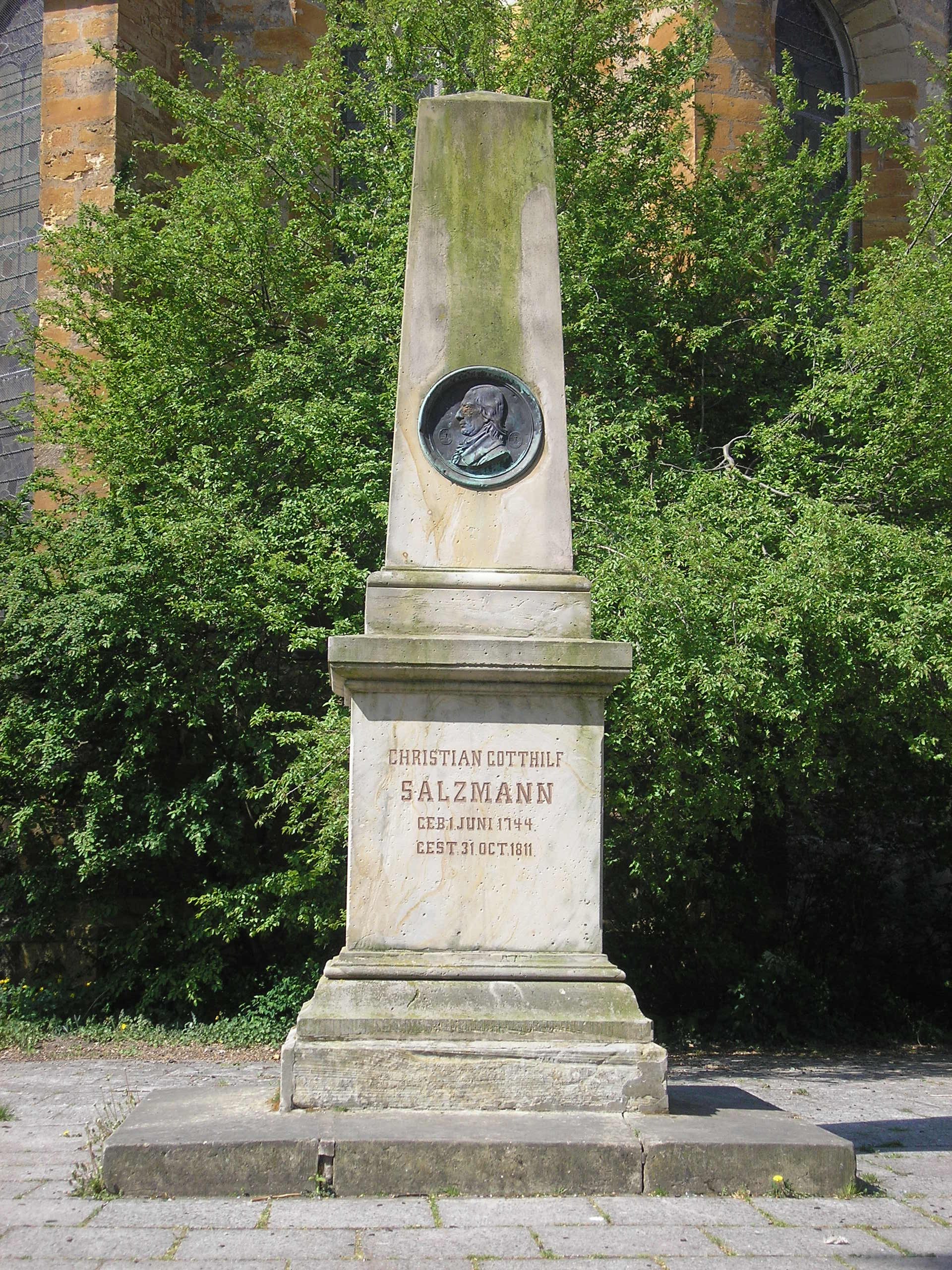
Salzmanndenkmal in Sömmerda

## Salzmann-Preis
Das Thüringer Ministerium für Bildung, Jugend und Sport vergibt seit 2012 den nach Christian Gotthilf Salzmann benannten Salzmann-Preis.

## Nachkommen
Der Oberforstrat Ernst Julius Theodor Salzmann (1792–1855) war Sohn von Christian Gotthilf Salzmann. Sein Wirkungsfeld war das Vermessungswesen der gothaischen Domänenforste. Er legte die ersten Grundlagen zum Waldwegebau im gothaischen Thüringer Wald. Nach Ernst Salzmann ist die Salzmannstraße bei Elgersburg benannt. Der Historiker Traugott Märcker war sein Enkel. Seine Enkelin war die Heimatforscherin Luise Gerbing.  Christian Ludwig Lenz, Klassischer Philologe, heiratete 1788 Salzmanns Tochter Magdalena. Der Ehe entsprangen elf Kinder, darunter der Naturhistoriker Harald Othmar Lenz.

## Schriften (Auswahl)
- Ameisenbüchlein oder Anweisung zu einer vernünftigen Erziehung der Erzieher (1806) (Digitalisat der ÖNB Wien)
- Denkwürdigkeiten aus dem Leben ausgezeichneter Teutschen des achtzehnten Jahrhunderts (1802) (Digitalisat der BSB München)
- Der Himmel auf Erden (1797) (Digitalisat)
- Krebsbüchlein oder Anweisung zu einer unvernünftigen Erziehung der Kinder (1780)
- Über die wirksamsten Mittel, Kindern Religion beyzubringen (Leipzig 1780) (Digitalisat der ÖNB Wien)
- Carl von Carlsberg oder über das menschliche Elend (Leipzig 1783–1787)
- Moralisches Elementarbuch nebst einer Anleitung zum nützlichen Gebrauch desselben (Leipzig 1782–1784)
- Über die heimlichen Sünden der Jugend (Leipzig 1785) Digitalisat und Volltext im Deutschen Textarchiv, Digitalisat
- Noch etwas über die Erziehung nebst Ankündigung einer Erziehungsanstalt (Leipzig 1784) (Digitalisat der ÖNB Wien)
- Der Bote aus Thüringen (Schnepfenthal 1788–1816)
- Konrad Kiefer oder Anweisung zu einer vernünftigen Erziehung (Schnepfenthal 1796) (Digitalisat der BSB München)
- Über die Erziehungsanstalt zu Schnepfenthal (Schnepfenthal 1808) (Digitalisat der BSB München)
- Heinrich Glaskopf. Ein Unterhaltungsbuch für die Jugend. Schnepfenthal 1820. (Digitalisat der UB Braunschweig)